# Destroy All Humans! 2 – Reprobed
Destroy All Humans! 2 – Reprobed ist ein 2022 erschienenes Computerspiel von THQ Nordic. Es handelt sich um ein Remake des gleichnamigen Spiels von 2006. Das Spiel erschien für Xbox Series X, PC und PlayStation 5.

## Handlung
Das Spiel spielt in den 1960er Jahren und spielt zehn Jahre nach den Ereignissen des ersten Spiels. Dieses Mal ist Crypto zurück, um sich am KGB für die Sprengung des Furon-Mutterschiffs zu rächen.

## Spielprinzip
Destroy All Humans! 2: Reprobed ist ein Third-Person-Shooter. Im Laufe des Spiels bekommt der Spieler neue Waffen, neue Fähigkeiten, bessere Statistiken und Zugang zu neuen Fahrzeugen freigeschaltet. Das Spiel biete Orte an. Das wäre die Bay City, Albion, Takoshima, Tunguska und die Solaris-Mondbasis. Einige der Schauplätze wurden gegenüber dem ursprünglichen Spiel vergrößert, wodurch neue Gebiete zum Erkunden hinzugefügt wurde. Der Story-Modus ist sowohl im Einzelspieler- als auch im lokalen Koop-Modus mit geteiltem Bildschirm für zwei Spieler vollständig spielbar.

## Veröffentlichung
Destroy All Humans! 2: Reprobed wurde am 30. August 2022 für die Microsoft Windows, PlayStation 5, and Xbox Series X/S veröffentlicht. Zudem erschien zum Launch eine Collector's Edition mit dem Namen Second Coming Edition, das auf 3.700 limitiert ist.

## Rezeption
Destroy All Humans! 2: Reprobed erhielt auf Metacritic „gemischte oder durchschnittliche“ Kritiken.
IGN gab dem Spiel 6/10 und schrieb, dass „Destroy All Humans! 2: Reprobed gute Arbeit leistet, das Original von 2006 so zu aktualisieren, dass es wie ein modernes Spiel aussieht, aber dieses Spiel war eine ziemlich gute Fortsetzung, die nicht viel dazu beigetragen hat, ihr Gameplay weiterzuentwickeln... im Großen und Ganzen ist es eher die gleiche B-Movie-Sci-Fi-Hommage ohne viele hirnverbrannte neue Ideen.“